# Monarch Airlines
Monarch Airlines was een Britse charterluchtvaartmaatschappij met de thuishaven in Londen Luton, Verenigd Koninkrijk.

## Geschiedenis
Het was een van de grotere Britse chartermaatschappijen, opgericht in 1967 met hoofdzakelijk vrijetijdsbestemmingen, met vluchten naar de Canarische Eilanden, de Balearen, Spanje, Cyprus, Egypte, Griekenland en Turkije. Het hoofdkantoor was gevestigd op luchthaven Luton met steunpunten op luchthaven Leeds, luchthaven London Gatwick en luchthaven Manchester.
Monarch was een van de oudste maatschappijen uit het Verenigd Koninkrijk die haar naam niet heeft gewijzigd. Het had op 1 oktober 2017 ongeveer 3000 werknemers. 

### Faillissement
Op 2 oktober 2017 werd de luchtvaartmaatschappij onder beheer ("administration") gesteld en werden alle vluchten geschrapt. De Britse overheid kwam de 110.000 gestrande passagiers te hulp. 300.000 boekingen bij Monarch werden geannuleerd omdat de luchtvaartmaatschappij niet langer aan zijn financiële verplichtingen kon voldoen.